# Gmina zbiorowa Hadeln
Gmina zbiorowa Hadeln (niem. Samtgemeinde Hadeln) – dawna gmina zbiorowa położona w niemieckim kraju związkowym Dolna Saksonia, w powiecie Cuxhaven. Siedziba administracji gminy zbiorowej znajdowała się w mieście Otterndorf.

## Podział administracyjny
Do gminy zbiorowej Hadeln należały cztery gminy, w tym jedno miasto:
1. Neuenkirchen
2. Nordleda
3. Osterbruch
4. Otterndorf

1 stycznia 2011 roku gmina zbiorowa została połączona z gminą zbiorową Sietland, w  wyniku czego utworzono nową gminę zbiorową Land Hadeln.